# Пухов (Мекленбург-Западна Померанија)
Пухов (њем. Puchow) општина је у њемачкој савезној држави Мекленбург-Западна Померанија. Једно је од 60 општинских средишта округа Мириц. Према процјени из 2010. у општини је живјело 151 становника. Посједује регионалну шифру (AGS) 13056055.

## Географски и демографски подаци
Пухов се налази у савезној држави Мекленбург-Западна Померанија у округу Мириц. Општина се налази на надморској висини од 47 метара. Површина општине износи 5,6 km². У самом мјесту је, према процјени из 2010. године, живјело 151 становника. Просјечна густина становништва износи 27 становника/km².